# Хочу съесть твою поджелудочную
«Хочу съесть твою поджелудочную» (яп. 君の膵臓をたべたい Кими но суйдзо: о табэтай) — изначально веб-роман, опубликованный Ёру Сумино в 2014 году на сайте Shousetsuka ni Narou. В 2015 году его заметило издательство Futabasha, и вскоре роман был пущен в печать. Рисунок для обложки был нарисован художником под псевдонимом loundraw. На основе романа вышло три адаптации. Манга-адаптация выходила с августа 2016 года по май 2017 года. Адаптация в виде полнометражного игрового фильма вышла в июле 2017 года, а в виде анимационного полнометражного фильма — в сентябре 2018 года.

## Сюжет
Весна. Апрель, время, когда вишни цветут свои последние дни. Он — одинокий старшеклассник, избегающий слишком близкого знакомства с кем-либо. Однажды в больнице он находит странную книгу, на которой от руки было написано название «Живу, умирая».
Найденная книга оказывается дневником его популярной одноклассницы Сакуры Ямаути. Выясняется, что Сакура страдает от неизлечимой болезни поджелудочной железы и что жить ей осталось не больше года. Главный герой становится единственным человеком, помимо родственников девушки, которому известно о её состоянии. Однако Сакура не отчаивается, а пытается максимально поддерживать нормальную жизнь и, несмотря ни на что, жить полноценно. Несмотря на их совершенно разные характеры, парень решает остаться вместе с ней. Проводя время с этой весёлой и непредсказуемой девушкой, нелюдимый главный герой начинает постепенно меняться.

## Персонажи
- "Я" (яп. 「僕」 "Боку") / Харуки Сига (яп. 志賀春樹 Сига Харуки) — главный герой истории, от лица которого ведётся повествование. Вплоть до самой последней главы, его имя не называется. Одинокий и замкнутый парень, большую часть времени проводящий за книгами. Описывается окружающими как «неприметный одноклассник». Случайно находит дневник болезни Сакуры и становится одним из немногих людей, знающих истинное положение девушки. После этого они с Ямаути начинают сближаться и проводят вместе много времени, несмотря на то, что парня настораживает чересчур весёлое и инфантильное поведение Сакуры. Прочтя после смерти Сакуры последние страницы дневника Сакуры, посвященные ему, Сига узнаёт об истинных чувствах подруги и смысле сказанных ею слов. Благодаря Сакуре и времени, проведённому с ней, Харуки становится более открытым.

Сэйю: Махиро Такасуги.
- Сакура Ямаути (яп. 山内桜良 Ямаути Сакура) — главная героиня истории. Одноклассница Харуки. Весёлая, открытая и жизнерадостная девушка. Полная противоположность главного героя. Несмотря на то, что страдает из-за неизлечимой болезни, старается вести себя беззаботно. Ведёт дневник болезни, в котором описывает события, связанные с диагнозом. После того, как Харуки находит его, Ямаути начинает общаться с ним, надеясь скрасить своё одиночество до момента гибели. Заинтересовалась Харуки, увидев в нём, помимо отчуждённости искренность и силу, которой ей недоставало. Саму себя Сакура считала слабой девушкой, которая не может жить не полагаясь на остальных. Влюбляется в Харуки.

Сэйю: Линн.
- Кёко Такимото (яп. 滝本 恭子 Такимото Кё:ко) — подруга детства Сакуры. Очень напориста. Защищает Сакуру и не пускает никого, кто может ей навредить. По этой причине, а также из-за характера, недолюбливает главного героя и возмущается по поводу того, что Сакура проводит с ним слишком много времени. После смерти Сакуры Харуки передаёт ей дневник болезни Ямаути, из которого Кёко узнаёт обо всём. Очень расстраивается, узнав то, что Сакура и Харуки до последнего всё скрывали. Но спустя год они с Сигой становятся друзьями.

Сэйю: Юкиё Фудзии.
- Такахиро (яп. 隆弘) — староста класса, в котором учатся Харуки и Сакура. Внешне приветливый и улыбчивый отличник. Бывший парень Сакуры. Приревновал Харуки к Сакуре, так как не понимал, что она нашла в столь отталкивающем человеке. Несколько раз пакостил главному герою, воруя и выбрасывая его вещи, а однажды ударил Харуки, чем навлёк на себя ненависть Сакуры.

Сэйю: Юма Утида.
- "Парень со жвачкой" (яп. 宮田一晴 Гаму-кун) / Иссэй Мията (яп. みやた いっせい Мията Иссэй) — одноклассник и приятель Сиги, по какой-то причине постоянно предлагающий ему жвачку. Интересуется отношениями между Харуки и Сакурой. В конце истории есть намёк на то, что они с Кёко могут начать встречаться.

Сэйю: Дзюн Фукусима.
- Мать Сакуры (яп. 桜良の母 Сакура но хаха) — мать Сакуры Ямаути.

Сэйю: Эми Вакуй.
- Отец Харуки (яп. 春樹の父 Харуки но тити) — отец Харуки Сиги.

Сэйю: Синъитиро Мики.
- Мать Харуки (яп. 春樹の母 Харуки но хаха) — мать Харуки Сиги.

Сэйю: Ацуко Танака.

## Медиа

### Роман
Будучи изначально веб-новеллой, произведение было опубликовано на сайте пользовательских романов Shousetsuka ni Narou в 2014 году. 19 июня 2015 роман был издан издательством Futabasha. Обложку романа нарисовал иллюстратор loundraw. В 2016 году роман занял 2-е место на «Премии ассоциации продавцов книг». Тираж в Японии составляет свыше 2-х миллионов проданных книг.
Издательство Seven Seas Entertainment объявило о приобретении лицензии на роман 15 мая 2018 года. На английском языке книга вышла 20 ноября 2018 года. 10 февраля 2019 года издательство «Истари комикс» заявило о приобретении лицензии на выпуск романа в России.

### Манга
Манга-адаптация романа за авторством Ёру Сумино, иллюстрированная Идзуми Кирихарой, выходила в журнале Monthly Action издательства Futabasha с 25 августа 2016 года по 25 мая 2017 года и насчитывает 2 тома, выпущенных 10 февраля 2017 года и 20 июня 2017 года соответственно. Манга лицензирована для выпуска на английском языке издательством Seven Seas Entertainment. 1-й том вышел 22 января 2019 года. Также 10 февраля 2019 года издательство «Истари комикс» заявило о своём намерении после выпуска романа выпустить ещё и мангу в России.

#### Список томов манги
| № | Дата публикации      | ISBN                   |
| - | -------------------- | ---------------------- |
| 1 | 10 февраля 2017 года | ISBN 978-4-575-84925-7 |
| 2 | 20 июня 2017 года    | ISBN 978-4-575-84993-6 |

### Игровой фильм
Игровой фильм Let Me Eat Your Pancreas по мотивам романа вышел в Японии 28 июля 2017 года. Главные роли в фильме сыграли Такуми Китамура и Минами Хамибэ. Фильм также был показан в Южной Корее на Пусанском международном кинофестивале в октябре 2017 года и 9 ноября 2017 года в Малайзии, где дистрибьютором выступила компания GSC Movies.

### Анимационный фильм
Полнометражный аниме-фильм по новелле был анонсирован в августе 2017 года. Фильм создавался под руководством режиссёра Синъитиро Усидзимы на анимационной студии Studio VOLN, продюсером фильма выступил Кэйдзи Мита, композитором — Хироко Сэбу. Руководящим аниматором Юити Окой был предоставлен дизайн персонажей. Юкако Огава и Ёсито Ватанабэ занимались фоновым руководством. Норико Идзумо под руководством Дзёдзи Хаты работал над звуковыми эффектами. Хироси Сайто и Маюко Коикэ курировали композицию фильма. Корэми Киси занимался 3D CG, а Ёсинори Хорикава — дизайном цвета. Юми Дзингуги отвечал за монтаж аниме. Основная музыкальная тема фильма — «Fanfare» (яп. ファンファーレ Фанфа:рэ), закрывающая — «Shunkashuutou» (яп. 春夏秋冬 Сюнкасю:то:, «Четыре времени года»). Обе композиции исполнила группа sumika, участники которой также выступили сэйю в фильме.
Премьера аниме в кинотеатрах состоялась 1 сентября 2018 года, дистрибьютором фильма в Японии выступила компания Aniplex.
Компания Aniplex of America объявила на Anime Expo 2018 о намерении выпустить фильм на большие экраны в Северной и Латинской Америке, премьерный показ состоялся 21 октября 2018 года на мероприятии Animation Is Film Festival в Лос-Анджелесе. Aniplex of America позже анонсировала на Anime NYC 2018, что выход аниме в США с субтитрами состоится 7 февраля 2019 года, в английском дубляже 10 февраля 2019 года при сотрудничестве с дистрибьютором Fathom Events.
Компания Madman Entertainment на конвенции SMASH! 2018 объявила о намерении выпустить фильм в Австралии и Новой Зеландии. Премьера аниме состоялась на Madman Anime Festival в Мельбурне 16 сентября 2018 года. В широкий прокат картина вышла 18 октября 2018 года.
Премьера фильма в Великобритании состоялась 14 октября 2018 года на мероприятии Scotland Loves Anime. На фестивале фильм завоевал Приз зрительских симпатий.
Премьера фильма в Южной Корее состоялась 15 ноября 2018 года, в Китае — 18 января 2019 года, в Италии — 21 января 2019 года в Италии, в Испании — 12 апреля 2019 года. В Испании фильм лицензирован компанией Selecta Visión, в Латинской Америке — компанией KEM Media, с дистрибьюторами CineHoyt (в Чили; субтитры), Village Cinemas (в Аргентине; субтитры). Дистрибьюторская компания Art House выпустила фильм во Франции 21 августа 2019 года.